# Starkowo (Trzebielino)
Starkowo (deutsch Starkow) ist ein  Dorf in der polnischen Woiwodschaft Pommern und gehört zur Gmina Trzebielino (Treblin) im Powiat Bytowski (Bütower Kreis).

## Geographische Lage
Das Dorf liegt in Hinterpommern, etwa 29 Kilometer nordnordöstlich von Miastko (Rummelsburg i. Pom.), 25 Kilometer südsüdöstlich von Słupsk (Stolp), sechs Kilometer nordnordöstlich des Dorfs Trzebielino (Treblin) und 3 ½ Kilometer nordnordwestlich des Dorfs Cetyń (Zettin).

## Geschichte

Starkow, nordnordöstlich von Rummelsburg und nordnordöstlich des Kirchdorfs Treblin, auf einer Landkarte von 1915

Die benachbarten Güter Sellin und Starkow waren ehemals alte Lehen der Familie Puttkamer, die wiederkäuflich veräußert worden waren und von dem Major George Eggerd von Puttkamer eingelöst wurden, der sie noch 1782 besaß. Um 1856 befanden sich Sellin und Starkow als Lehen im Besitz des Lieutenants a. D. George von Puttkamer auf Schloss Ovelgönne bei Rehme in Westfalen. Laut den Verzeichnissen der Pommerschen Ritterschaft besaßen die Puttkamers auf Ovelgönne die beiden Güter auch noch 1862.
Im Jahr 1884 wird als Besitzer des Guts Starkow der Landrat von Puttkamer auf Versin angegeben, 1892 befand sich die Witwe des Landrats von Puttkamer auf Versin im Besitz des Guts Starkow.
Am 1. Dezember 1913 wurden auf der 298 Hektar großen Gemarkungsfläche der Landgemeinde Starkow 32 viehhaltende Haushaltungen gezählt und auf dem 1048 Hektar umfassenden Gutsbezirk Starkow 38 viehhaltende Haushaltungen.
Am 1. April 1927 hatte das Gut Starkow eine Flächengröße von 1048 Hektar, und am 16. Juni 1925 hatte der Gutsbezirk 331 Einwohner. Am 30. September 1928 wurde der Gutsbezirk Starkow in die Landgemeinde Starkow eingegliedert.
Anfang der 1930er Jahre hatte die Landgemeinde Starkow eine Flächengröße von 13,5 km². Innerhalb der Gemeindegrenzen standen insgesamt 47 bewohnte Wohnhäuser an drei verschiedenen Wohnplätzen:
1. Neu Starkow
2. Schwarzkaten
3. Starkow

Um 1935 hatte Starkow u. a. einen Gasthof, eine Branntweinbrennerei, die von Nikolaus von Puttkamer betrieben wurde, und einen Gemischtwarenladen. Im Jahr 1939 hatte die Landgemeinde 399 Einwohner.
Die Landgemeinde Starkow gehörte im Jahr 1945 zum Landkreis Rummelsburg im Regierungsbezirk Köslin der preußischen Provinz Pommern des Deutschen Reichs und war dem Amtsbezirk Zettin zugeordnet. Das Standesamt befand sich in Zettin.
Gegen Ende des Zweiten Weltkriegs wurde Starkow Anfang März 1945 von der Roten Armee eingenommen. Anschließend wurde Starkow zusammen mit ganz Hinterpommern von der Sowjetunion der Volksrepublik Polen zur Verwaltung überlassen. Es begann danach allmählich die Zuwanderung von Polen. Die einheimische Bevölkerung wurde in der Folgezeit von der polnischen Administration vertrieben. Der Ortsname wurde zu „Starkowo“ polonisiert.

## Kirchspiel bis 1945
Die vor 1945 anwesende Dorfbevölkerung war mit wenigen Ausnahmen evangelischer Konfession. Die evangelische Einwohner Starkows gehörten zum Kirchspiel Zettin.
Das katholische Kirchspiel war in Rummelsburg i. Pom.

## Persönlichkeiten
- Hanns Freydank (1892–1971), eigentlich Johannes Max Hermann Julius Freydank, deutscher Montanhistoriker, Numismatiker und Genealoge, wurde hier geboren